# Наследственность
Насле́дственность — способность организмов передавать свои признаки и особенности развития потомству. Благодаря этой способности все живые существа сохраняют в своих потомках характерные черты вида. Такая преемственность наследственных свойств обеспечивается передачей генетической информации. У эукариот материальными единицами наследственности являются гены, локализованные в хромосомах ядра и ДНК органелл. Наследственность наряду с изменчивостью обеспечивает постоянство и многообразие форм жизни и лежит в основе эволюции живой природы. Наследственность и изменчивость являются предметом изучения генетики.

## История развития представлений о наследственности
Явление наследственного сходства родителей и их потомства у людей, животных и растений привлекало внимание многих натуралистов и врачей, которые пытались предложить для объяснения этого явления различные гипотезы. Первая из таких попыток принадлежит ещё «отцу медицины», Гиппократу (около 460—470 гг. до н. э.), полагавшему, что экстракты из организма собираются в мужских и женских зародышевых элементах, после чего служат причиной, определяющей особенности развития зародыша. Демокрит (около 460—470 гг. до н. э.) также придерживался материалистических воззрений на явление наследственности и считал, что мужской и женский пол равноправны в наследственности, благодаря материальным частицам, передаваемым как отцом, так и матерью.
Идеалистическую идею в проблеме наследственности высказывал Аристотель (384—322 гг. до н. э.), считавший, что наследственность, определяющая развитие организма, представляет собой нематериальное начало, которое он назвал энтелехией. По Аристотелю, материю для развития организма в виде пассивного начала даёт мать. Энтелехия в виде духа, активного, нематериального начала, вносится со стороны отца.
Концепция наследственности часто выражалась и выражается до сих пор через теорию «крови», если вообще можно применять термин «теория» к этой форме вненаучных поверий. Она проявляется в таких устойчивых словосочетаниях, как «чистота крови», «полукровка» или «голубая кровь». Эта концепция не связывает наследственные факторы с красной жидкостью, текущей по кровеносным сосудам, она скорее выражает убеждение, что родители передают ребёнку все свои характеристики, а ребёнок представляет собой сплав характеристик родителей, дедушек и бабушек, а также более отдалённых родственников.
До XIX века слова «наследственность» и « наследование» использовались практически исключительно в социальной сфере. Например, в Англии термин «наследственность» (англ. — heredity) до конца XIX века относительно редко употреблялся в биологических текстах, хотя Чарльз Дарвин использовал в своих работах слово «наследование» (англ. — inheritance). Во Франции термин «естественная наследственность» (франц. — hérédité naturelle) стал широко использоваться с 1830 года.
С середины XIX столетия изучение явлений наследственности приобрело тот характер, который может считаться уже вполне научным. Именно в это время появляется обширный труд Проспера Люка об естественной наследственности (1847-50), в котором содержится обширный фактический материал о наследовании различных особенностей у человека. На основании его он устанавливает три типа наследственности: избирательную, когда признаки получаются от одного родителя; смешанную, когда происходит смешение родительских свойств, и комбинативную, связанную с появлением новых признаков. Несколько позже Эрнст Геккель (1866) предложил иную классификацию явлений наследственности, проведя в ней впервые ясное различие между наследованием прирождённых и наследованием приобретённых свойств под именем закона консервативной и закона прогрессивной наследственности.

### Умозрительные теории наследственности XIX века
Во второй половине XIX века было несколько попыток охватить всю тёмную область наследственности при помощи одной теории, которая должна объяснить все относящиеся сюда вопросы. В 70-80-е годы XIX века целым рядом выдающихся учёных были предложены чисто умозрительные спекулятивные теории наследственности, и первым, кто выступил с подобной теорией, был сам Чарльз Дарвин.
Чарльз Дарвин в последней главе своей книги «Об изменениях животных и растений в состоянии приручения» (англ. — «The Variation of Animals and Plants under Domestication», 1868 год) предложил временную гипотезу пангенезиса. Он предположил, что все части организма выделяют мельчайшие зародыши («геммулы»), которые, будучи представителями клеток и органов, собираются в зародышевых клетках, после чего определяют развитие потомства. Близкие гипотезы наследственности выдвигали Гиппократ в V—IV в. до н. э., Дж. Борелли в XVII веке, Ж. Бюффон в XVIII веке.

## Положения хромосомной теории наследственности
1. Гены находятся в хромосомах. Каждая хромосома представляет группу сцепления генов. Число групп сцепления у каждого вида равно числу пар хромосом
2. Каждый ген в хромосоме занимает определённый локус. Гены в хромосоме расположены линейно
3. Между гомологичными хромосомами происходит обмен аллельными генами.
4. Расстояние между генами в хромосоме пропорционально частоте кроссинговера между ними[7]